# António Feio

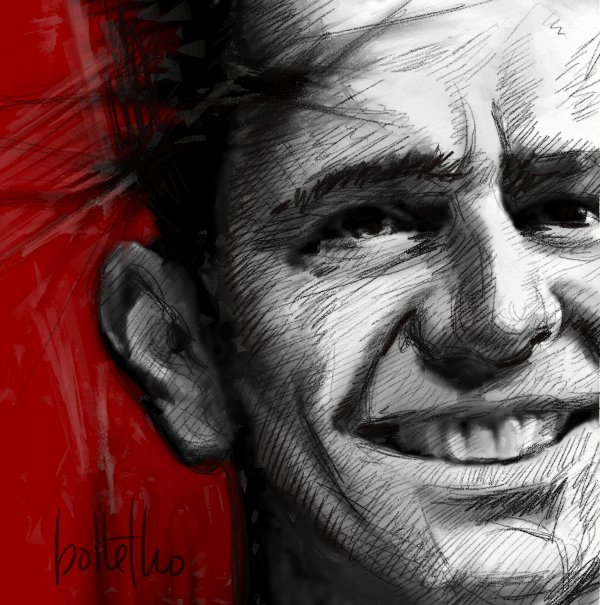
António Feio

António Feio (* 6. Dezember 1954 in Lourenço Marques, Mosambik; † 29. Juli 2010 in Lissabon) war ein portugiesischer Schauspieler und Regisseur.

## Leben
Feio wuchs bis zu seinem siebten Lebensjahr in der damaligen portugiesischen „Überseeprovinz“ Mosambik auf; danach ließ sich seine Familie in Lissabon nieder. Im Alter von elf Jahren gab er im Mai 1966 sein Debüt als Theaterdarsteller, in dem Schauspiel O Mar von Miguel Torga am Teatro Experimental de Cascais, in einer Inszenierung von Carlos Avilez. Eine erste Filmrolle erhielt er 1968 als Jaimito in der Krimikomödie Um Campista em Apuros. 1969 kehrte er nach Mosambik zurück, wo er mit der Theaterkompagnie der bekannten portugiesischen Schauspielerin Laura Alves mit dem Stück Comprador de Horas auf Tournee ging. Feio unterbrach anschließend seine Schauspielerlaufbahn, absolvierte das Liceu Salzar in seiner Geburtsstadt und arbeitete dort einige Jahre als Modellbauer und Designer in einem Architekturbüro.
1974 kehrte er zum Theater zurück und spielte wieder am Teatro Experimental de Cascais. Mit Fernando Gomes spielte er am Teatro Aquarius. Weitere Theaterengagements hatte er im Laufe seiner Karriere bei der Cooperativa de Comediantes Rafael de Oliveira, am Teatro Popular - Companhia Nacional I, am Teatro S. Luíz, am Teatro Adoque, am Teatro ABC, an der Casa da Comédia, am Centro de Arte Moderna, am Teatro Aberto, am Teatro Variedades, am Teatro Nacional D. Maria II (dt. Nationaltheater Dona Maria) und am Teatro Villaret. 
Seine erste eigene Inszenierung übernahm Feio an der Casa da Comédia mit dem Stück Pequeno Rebanho Não Desesperes von Christian Giudicelli. Am Teatro Nacional D. Maria II inszenierte er das Einpersonenstück Vincent von Leonard Nimoy, am Auditório Carlos Paredes das Drama True West von Sam Shepard. Am Teatro Nacional São João in Porto inszenierte er unter anderem die Theaterstücke Lost in Yonkers von Neil Simon und Kunst von Yasmina Reza. Mehrfach inszenierte er Stücke des portugiesischen Theaterautors Nuno Artur Silva, unter anderem Bom Dia Benjamim und Portugal Uma Comédia Musical. Zu seinem wichtigsten Inszenierungen gehörte O que diz Molero, eine Bühnenfassung des gleichnamigen Romans von Diniz Machado am Teatro Nacional S. João und am Teatro Villaret (1999). 
Er arbeitete als Schauspiellehrer am Centro Cultural de Benfica. Er gründete mehrere eigene Theatergruppen, bestehend aus ehemaligen Studenten und Schülern, unter anderem Esquerda Baixa und Pano de Ferro, mit denen er eigene Projekte und Inszenierungen verwirklichte.
Feio spielte auch zahlreichen Fernsehserien und Fernsehfilmen mit. Die bekannteste ist die Sitcom Conversa da Treta, aus der später mehrere Filme resultierten, darunter der enorm erfolgreiche Kinofilm Filme da Treta (2006). Schwerpunkt seines künstlerischen Schaffens waren jedoch seine Theaterarbeiten als Schauspieler und Regisseur.
Am 27. März 2010 wurde Feio durch den portugiesischen Staatspräsidenten Cavaco Silva zum Comendador des Ordem do Infante D. Henrique ernannt. 
Feio starb im Hospital da Luz in Lissabon an Bauchspeicheldrüsenkrebs.

## Filmografie (Auswahl)
- 1968: Um Campista em Apuros; R: Herlander Peyroteo
- 1980: Jesus Cristo em Lisboa (Fernsehspiel)
- 1980: Barbara; R: Alfredo Tropa
- 1981–1982: Sába dá bádu (TV-Comedyserie)
- 1982: Vila Faia (Telenovela)
- 1983–1984: Origens (Telenovela)
- 1985: Saudades para Dona Genciana; R: Eduardo Geada
- 1987: Ballade vom Hundestrand (Balada da Praia dos Cães); R: José Fonseca e Costa
- 1991: Alentejo Sem Lei (Fernsehserie)
- 1993–1995: Verão Quente (Telenovela)
- 1996: Herman Zap (TV-Comedyserie)
- 1999: Conversa da Treta (TV-Comedyserie)
- 2000–2003: O Bairro da Fonte (Fernsehserie)
- 2002–2003: Paraíso Filmes (Fernsehserie)
- 2004: Sorte Nula; R: Fernando Fragata
- 2006: Filme da Treta; R: José Sacramento